# Brecha digital en Costa Rica
La brecha digital en Costa Rica es la distribución desigual en el acceso, uso e impacto de las tecnologías de la información y la comunicación entre la población de Costa Rica. La existencia de estas brechas poseen factores culturales, económicos, geográficos o de género, que pueden determinar la extensión de ésta. El tamaño de las brechas digitales varían dependiendo de la situación de cada país, donde su amplitud determina la obstrucción al derecho de acceso de la información. Costa Rica ocupa el puesto 38 en el Informe Anual del Índice de Desarrollo de la Banda Ancha, subiendo 3 puestos entre el año 2018 y 2020. 

## Antecedentes
El Ministerio de Ciencia, Innovación, Tecnología y Telecomunicaciones (MICITT), afirmó que la brecha digital disminuyó considerablemente, ya que el Índice Brecha Digital (IBD) actual es de 2,63, cifra relativamente baja si se considera que en 2004 se contaba con un 4,76 y que desde 2008 a 2014 hubo una disminución del 42%. El avance en esta materia responde, principalmente, al crecimiento del país y de la región durante los periodos mencionados, lo cual evidencia el lento, pero efectivo avance de la cobertura de las TIC.
De acuerdo con el MICITT, la demanda de servicios de internet ha crecido exponencialmente. En 2014 se registró un 80% de uso de banda ancha móvil y para 2018 subió al 95%. Además, los datos regionales de la CEPAL apuntan que la capacidad de acceso a internet en los hogares del primer quintil en Costa Rica es mayor a la del quinto quintil en Bolivia, dando cuenta del nivel de accesibilidad a banda ancha que posee el país caribeño.

## Dimensiones
En el estudio de las brechas digitales se han distinguido distintas dimensiones acerca del uso y la extensión de la banda ancha, se ha destacado sobre todo el como ésta ya se ha instaurado en casi todos los aspectos de nuestras vidas. La banda ancha nos permite el acceso tanto a redes sociales como a servicios financieros como PayPal, Google Pay, Mercado pago, entre otros. 
Según el Banco Mundial, en la actualidad, el 81% de los habitantes del país son usuarios de internet y según We Are Social, existen 3,7 millones de usuarios activos en medios sociales. Esto significa que el 98,4% de los usuarios acceden a medios digitales y están en redes sociales, facilitando la conexión entre personas de distintos países, surgiendo la oportunidad de mejorar la inclusión social, y fomentar tanto el desarrollo cultural como el económico. 
A través del Informe de Percepción Social de la Ciencia y la Tecnología en Costa Rica de 2020, se expone la existencia de desinformación sobre el desarrollo de la ciencia y tecnología en el país. Se evidencia una percepción positiva de cómo el país hace investigación científica del beneficio social y se considera que actualmente en el país se han establecido políticas para el desarrollo y aplicación de la ciencia, la tecnología e innovación. 
En 2019, la Superintendencia de Telecomunicaciones (SUTEL) contó con un programa de ejecución basado en cuatro proyectos con financiamiento propio, el cual tiene como objetivo promover el acceso a servicios de calidad en Costa Rica. Uno de estos proyectos es Comunidades Conectadas, encargado de llevar y facilitar el acceso a telefonía e internet hacia zonas costeras, rurales y fronterizas que antes no contaban con la infraestructura suficiente. De esta manera, los ciudadanos podrían contratar servicios de interconectividad a precios accesibles. El proyecto también cubre el llevar internet a recintos como escuelas y centros comunitarios. La iniciativa propuesta por SUTEL, tras menos de un año de ejecución, registraba un cumplimiento mayor al 59%, contribución detonante en la iniciativa de disminuir la brecha digital en el país.

### Brecha geográfica
Según la Encuesta Nacional de Hogares, el año 2019 un 86,3% de los habitantes en Costa Rica cuentan con acceso a internet. A partir de esta cifra, el 60% de los encuestados afirma que su principal herramienta de acceso a internet es el teléfono celular, el 31% cuenta con computadora portátil y, finalmente, el 8% tiene como principal forma de acceso una PC de escritorio. El porcentaje indicado en cuanto al acceso a internet de los ciudadanos corresponde a una mejora de 13,2% en cuanto al registrado en 2018 a nivel país. Este incremento porcentual, que refleja el avance digital dentro de Costa Rica, arroja a su vez que el alza va desde 18,2 a 78,6% en sectores rurales y de 11,4 hasta 89,3% en zonas urbanas.
El ascenso del sector rural significa la evidencia de la expansión globalizada del mercado y las tecnologías dentro de la sociedad en el país centroamericano, siendo también un detonante importante los programas de acceso y servicios universales desarrollados con recursos del SUTEL, factores que contribuyen a la disminución de la brecha digital a nivel geográfico en el país.

### Brecha de género
En cuanto a las dimensiones de la brecha, surge la particularidad de que según el informe Mujeres en la Economía Digital: Superar el Umbral de la Desigualdad, se encuentra que en Costa Rica la tasa de uso de internet de las mujeres es 8,5% menor a la de los hombres. Esto revela que, si bien las mujeres son las que principalmente equipan a los hombres en el acceso a internet, se encuentran en desventaja con respecto a ellos en cuanto al uso de este. El estudio Un Acercamiento a la Brecha Digital de Género en Costa Rica, realizado por el MICITT  durante los años 2010 y 2016, muestra que en el acceso a dispositivos tecnológicos existe una brecha de entre hombres y mujeres del 4,2% en computadoras, del 2,1% en teléfonos celulares y del 1,9% en tabletas. Estas particularidades existentes se deben a las diversas desigualdades de acceso que existen en el ámbito de género, que pueden derivarse de disparidades socioeconómicas, tradicionales o territoriales.